# Grb Somalije
Grb Somalije usvojen je 10. listopada 1956.
Leopardi drže štit. On je zastava u obliku štita, poviše kojega je kruna.
Od 8. lipnja 1919. grb je bio s vodoravno valovitom bijelom linijom. Gornja polovina bila je plava s leopardom u prirodnim bojama, zajedno s bijelom petokrakom.